# Rustam Azhiev
Rustam Magomedovich Azhiev (en checheno: Мохмад ВоӀ Рустам, romanizado: Moxmad Vo' Rustam; Prigoródnoye, Unión Soviética, 12 de abril de 1981), también conocido por su seudónimo Abdul Hakim al-Shishani, es un islamista checheno, subcomandante en jefe del Batallón de Propósito Especial del Ministerio de Defensa de la República Chechena de Ichkeria (OBON) que lucha del lado ucraniano en la guerra ruso-ucraniana. Azhiev es un veterano de la segunda guerra chechena y luchó del lado de la oposición en la guerra civil siria. En este último conflicto fue el líder del grupo yihadista salafista checheno Ajnad al-Kavkaz.
Está incluido en la lista federal de personas buscadas en Rusia y en la lista rusa de terroristas y extremistas.

## Biografía

### Infancia y juventud
Rustam Azhiev nació el 12 de abril de 1981 en Prigoródnoye, un asentamiento rural situada en las afueras de Grozni, capital de la RASS de Chechenia e Ingusetia (Unión Soviética) y actual capital de Chechenia (Rusia) y pertenece al teip (tribu) Mulkoy. Después de terminar la escuela se matriculó en la Universidad Pedagógica de Grozni, pero tuvo que interrumpir sus estudios debido al estallido de la segunda guerra chechena en 1999. Durante su juventud fue Maestro del Deporte de lucha libre y ganó múltiples competiciones en el sur de Rusia. Sus hermanos Anzor y Mansur son luchadores profesionales de MMA.

### Segunda guerra chechena
Durante la segunda guerra chechena (2000-2009), Azhiev se unió a la resistencia chechena y luchó bajo el mando del señor de la guerra Rustam Basáyev (seudónimo: Amir Abubakar), quien más tarde se convertiría en el comandante del Frente Central de las Fuerzas Armadas de la República Chechena de Ichkeria y murió el 24 de agosto de 2007.  Durante la guerra, Azhiev ascendió en las filas chechenas y en 2007 fue nombrado comandante del sector central del Vilayat Nokhchich de la organización yihadista Emirato del Cáucaso. Dos años más tarde, en 2009, resultó gravemente herido en combate con las tropas rusas, perdió tres dedos y se lastimó los ojos. Para recibir tratamiento médico se trasladó a Turquía, pero después de recuperarse de sus heridas no pudo regresar a Chechenia, por lo que vivió allí hasta principios de 2013.

### Guerra civil siria
En 2013, según el propio Azhiev, después de repetidos intentos fallidos de regresar a Chechenia, decidió participar en la guerra civil siria para ayudar a los suníes locales en su levantamiento contra el régimen de Bashar al-Ásad. Por lo que se unió a la guerra civil siria del lado del grupo rebelde islamista Ansar al-Sham. Al año siguiente, él y otros camaradas chechenos abandonaron el grupo y fundaron un grupo independiente, Ajnad al-Kavkaz., formado en su mayor parte por chechenos curtidos en la batalla, incluidos participantes en la segunda guerra chechena. Más tarde se unieron otros chechenos de Turquía y países europeos. Adoptó el seudónimo de «Abdul Hakim al-Shishani» (“Abdul Hakim el checheno”). El grupo estuvo activo principalmente en el noroeste de Siria y participó en numerosas batallas, como la ofensiva de Idlib en 2015 y la ofensiva de Hama en 2016. Durante toda la guerra, el grupo permaneció completamente independiente bajo el liderazgo de Azhiev y no juró lealtad a ningún otro grupo. Debido a los conflictos internos entre la oposición siria, Azhiev decidió retirarse del conflicto en octubre de 2017.
En los años siguientes, Tahrir al-Sham comenzó a tomar medidas enérgicas contra los combatientes y grupos extranjeros, especialmente de origen checheno, y arrestó a numerosos líderes cercanos al grupo. Después de establecerse nuevamente en Turquía, en octubre de 2021, se vio atacado por un pequeño escuadrón de asalto a quien se le ordenó asesinar a su objetivo principal, «un disidente checheno que vive en Turquía llamado "Abdu lhakim", que había luchado para la oposición en Siria», según la Organización Nacional de inteligencia turca (MİT), que pudieron arrestar a los atacantes antes de que pudieran llevar a cabo su misión, creen que el ataque fue ordenado por el Servicio Federal de Seguridad (FSB) y por el presidente checheno prorruso, Ramzán Kadírov.
El 20 de agosto de 2021, en Estambul, Azhiev participó en un ataque contra un checheno, ex empleado de las fuerzas del orden rusas. Según fuentes rusas, los participantes en el ataque, amenazando con matar a su esposa y a su hijo y lo obligaron a grabar un mensaje en vídeo criticando el liderazgo prorruso de Chechenia.

### Invasión rusa de Ucrania
En marzo de 2022, se informó que Azhiev podría estar en territorio de Ucrania y estar luchando del lado de las Fuerzas Armadas de Ucrania contra las tropas rusas. Sin embargo, según fuentes oficiales, no llegó a Ucrania hasta el 10 de octubre de 2022 al frente de su grupo, cuando el primer ministro del gobierno en el exilio de la República Chechena de Ichkeria, Ajmed Zakáyev, lo nombró subcomandante en jefe del Batallón de Propósito Especial Separado del Ministerio de Defensa de la República Chechena de Ichkeria (OBON), creado por Ajmed Zakáyev, que lucha del lado del ejército ucraniano contra Rusia. El grupo de Azhiev pasó a formar parte de esta unidad.
Unos días después de su llegada a Ucrania, el 15 de octubre de 2022, se reunió con los dirigentes y funcionarios de la República Chechena de Ichkeria (en el exilio). Durante la reunión, Zakáyev emitió un decreto nombrando a Azhiev como Comandante en Jefe Supremo Adjunto interino de las Fuerzas Armadas de la República Chechena de Ichkeria que operaban junto a las Fuerzas Armadas de Ucrania y también le otorgó el rango militar de coronel. Al día siguiente, un canal de Telegram informó que había obtenido la nacionalidad ucraniana, en una publicación posterior, el canal de Telegram compartió una foto que muestra un pasaporte ucraniano emitido a nombre de Al-Shishani.
En enero de 2023 aparecieron imágenes de Azhiev luchando en la batalla de Bajmut. A mediados de marzo de 2024, fue fotografiado nuevamente, esta vez participando en una incursión en el óblast ruso de Bélgorod.